# Контракты
«Контракты» (англ. Options) — американский кинофильм 1988 года.

## Сюжет
Голливудский служащий отправляется в командировку в Африку, чтобы подписать предварительный контракт на сценарий из жизни принцессы. Принцесса в ярости отвергает это предложение, но события поворачиваются так, что посланцу киноиндустрии приходится стать единственным спасителем сиятельной особы.

## В ролях
- Иоанна Пакула - Николь, бельгийская принцесса
- Мэтт Сэлинджер - Дональд Андерсон
- Джон Кани - Джонас Маботе
- Дэнни Кеог - Филлип
- Бобби Ансер — Ансер